# قصر ستوكهولم

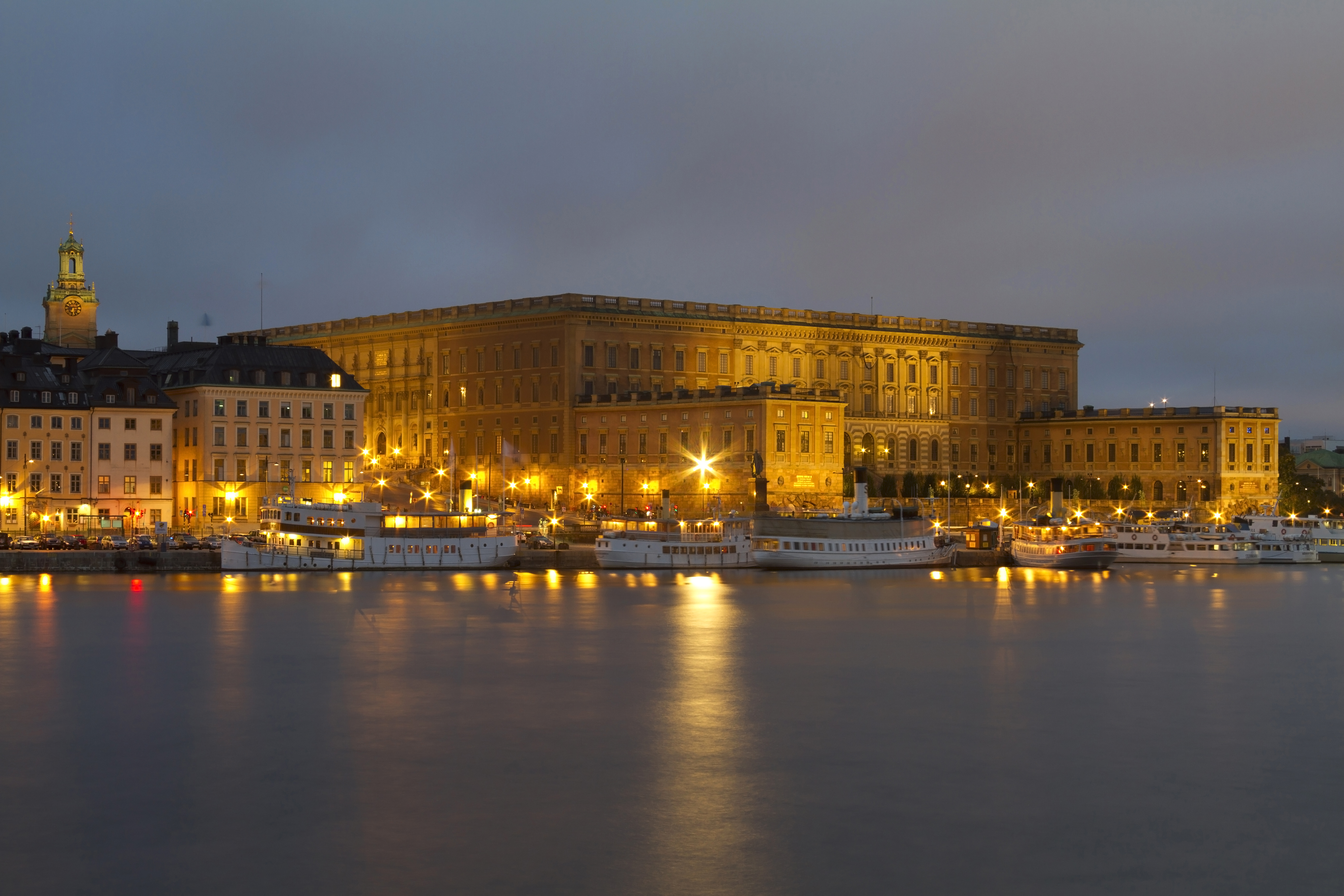
القصر الملكي في ستوكهولم.

قصر ستوكهولم أو القصر الملكي (بالسويدية: Stockholms slott or Kungliga slottet)هو القصر الملكي والمقر الرسمي للعاهل السويدي (مقر الإقامة الفعلي للملك كارل السادس عشر غوستاف والملكة سيلفيا ملكة السويد هو قصر دروتنينغهولم الملكي (1991))، يقع القصر في جزيرة ستادشولمان (Stadsholmen) وتعني جزيرة المدينة وتقع هذه الجزيرة في المدينة القديمة للعاصمة السويدية ستوكهولم ويجاوره مبنى البرلمان وكاتدرائية ستوكهولم.
- مكتب الملك ومكاتب أعضاء من الأسرة المالكة إلى جانب مكاتب أعضاء الديوان الملكي تقع في هذا القصر لتقوم بواجباتها الموكلة لها من الملك بوصفه رئيسا للدولة.
- بدأ بناؤه في القرن الثالث عشر من قبل بيرغر يارل كقلعة لحماية بحيرة مالارين ونما بعدها ذلك الحصن حتى أصبح قصرا باسم (ثلاثة تيجان) بعد انتهاء العمل بأبراجه الأساسية.

في أواخر القرن السادس عشر أمر الملك جون الثالث بإعادة بناء القصر تماما ليكون على نمط عصر الباروك في نهايات عصر النهضة ففي عام 1690 تقرر إعادة البناء على أساس تصميم المعماري السويدي نيقوديموس تيتشينو الأصغر ، بدأ العمل عام 1692 في الجزء الشمالي وأصبح منتهيا عام 1697 إلا أن حريق نفس العام في 7 مايو 1697 التهم أجزاء كبيرة منه، أعاد تيتشينو بناء ما دُمّر وواصل بناء القصر استمر بناء القصر 63 عاما أخرى، تم الانتهاء من البناء عام 1760 .

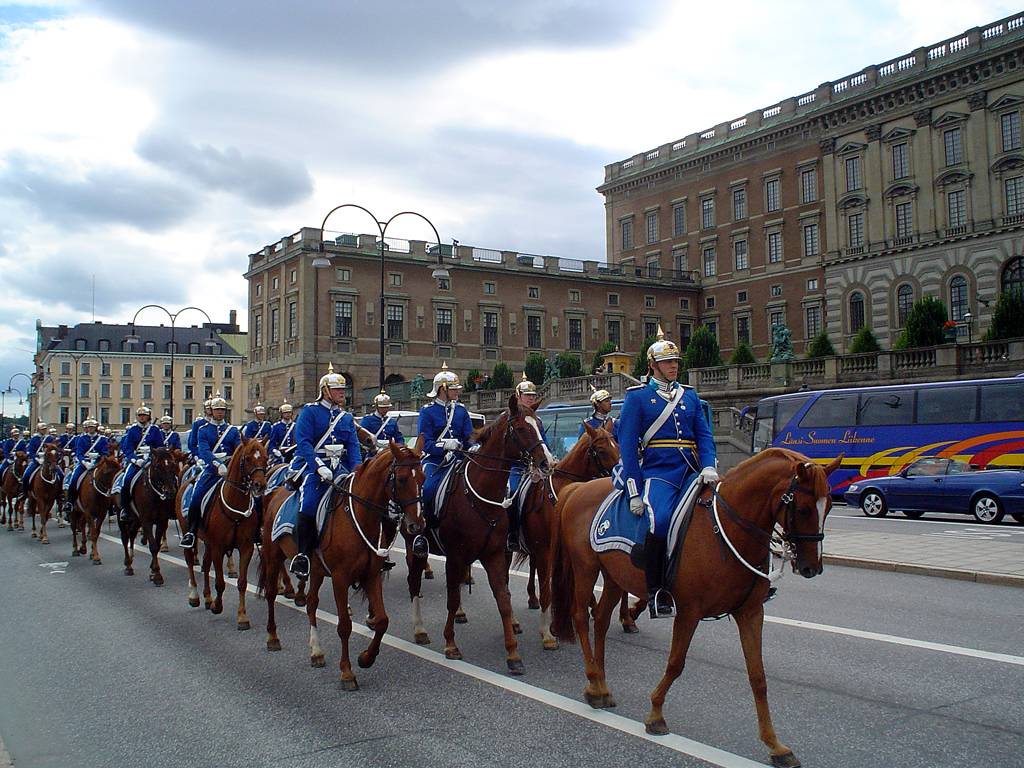
الحرس الملكي السويدي.

- يحرس القصر الحرس الملكي السويدي الذي يعود تاريخ بدايته إلى القرن السادس عشر.

## معرض صور

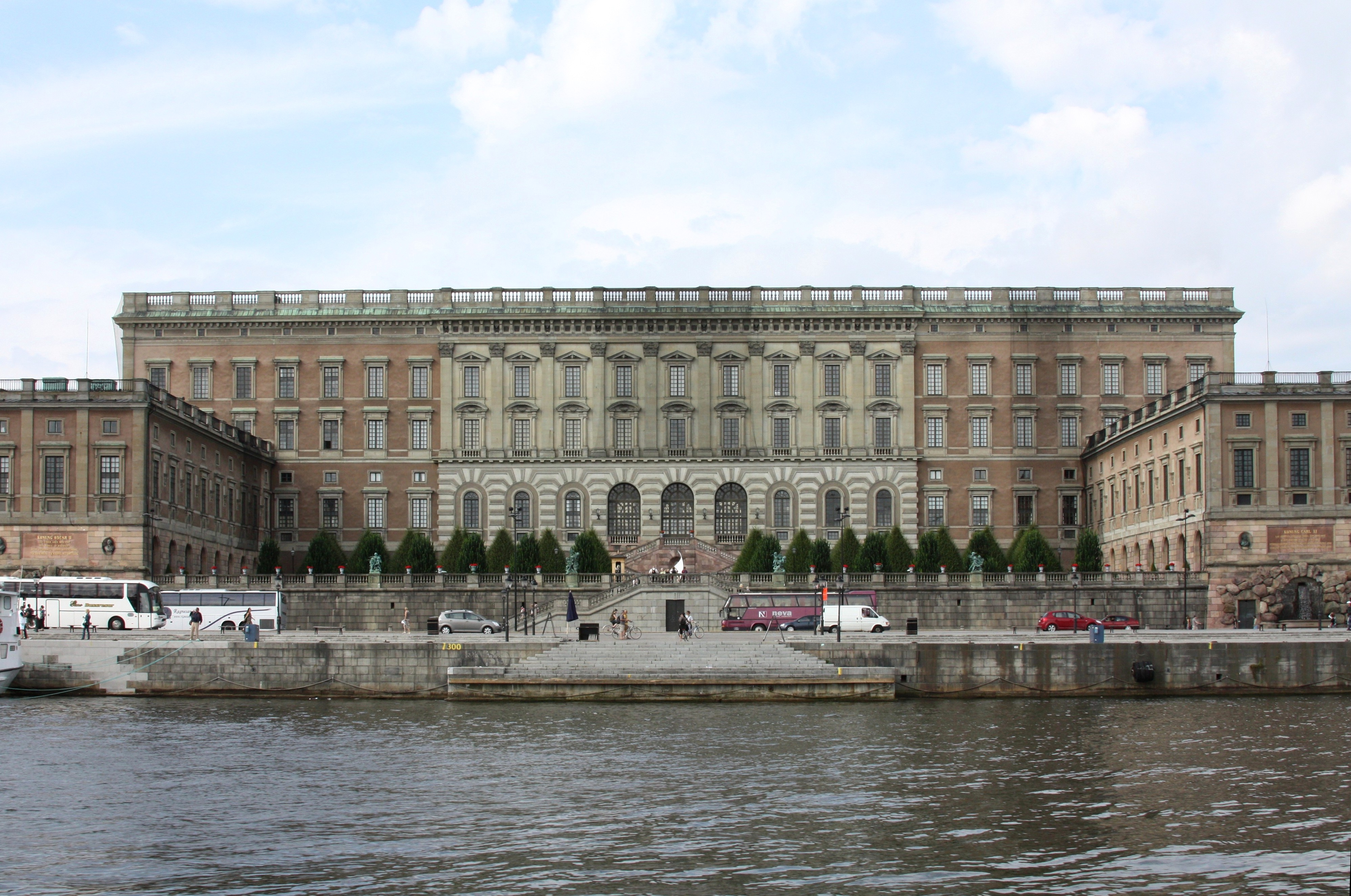
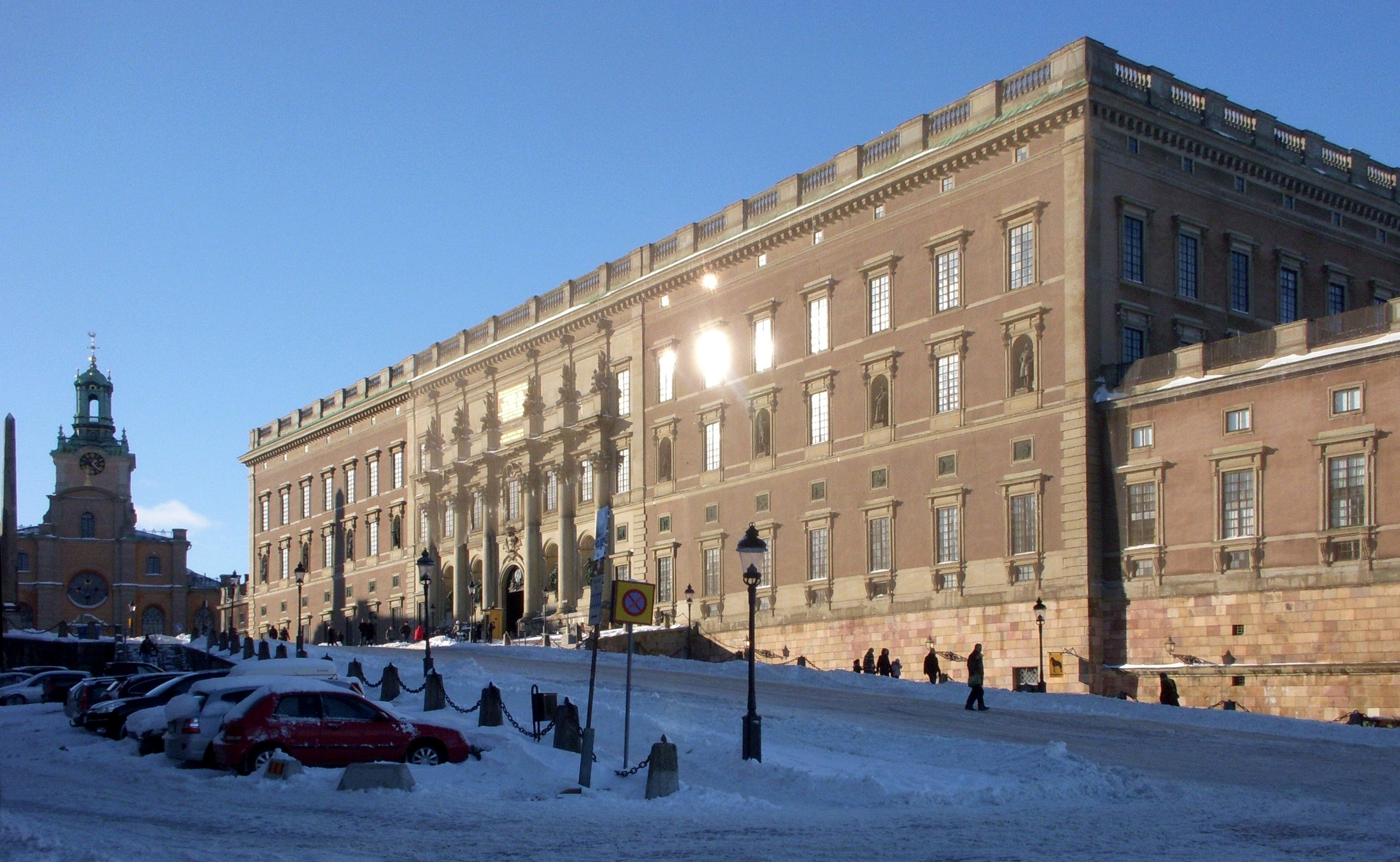
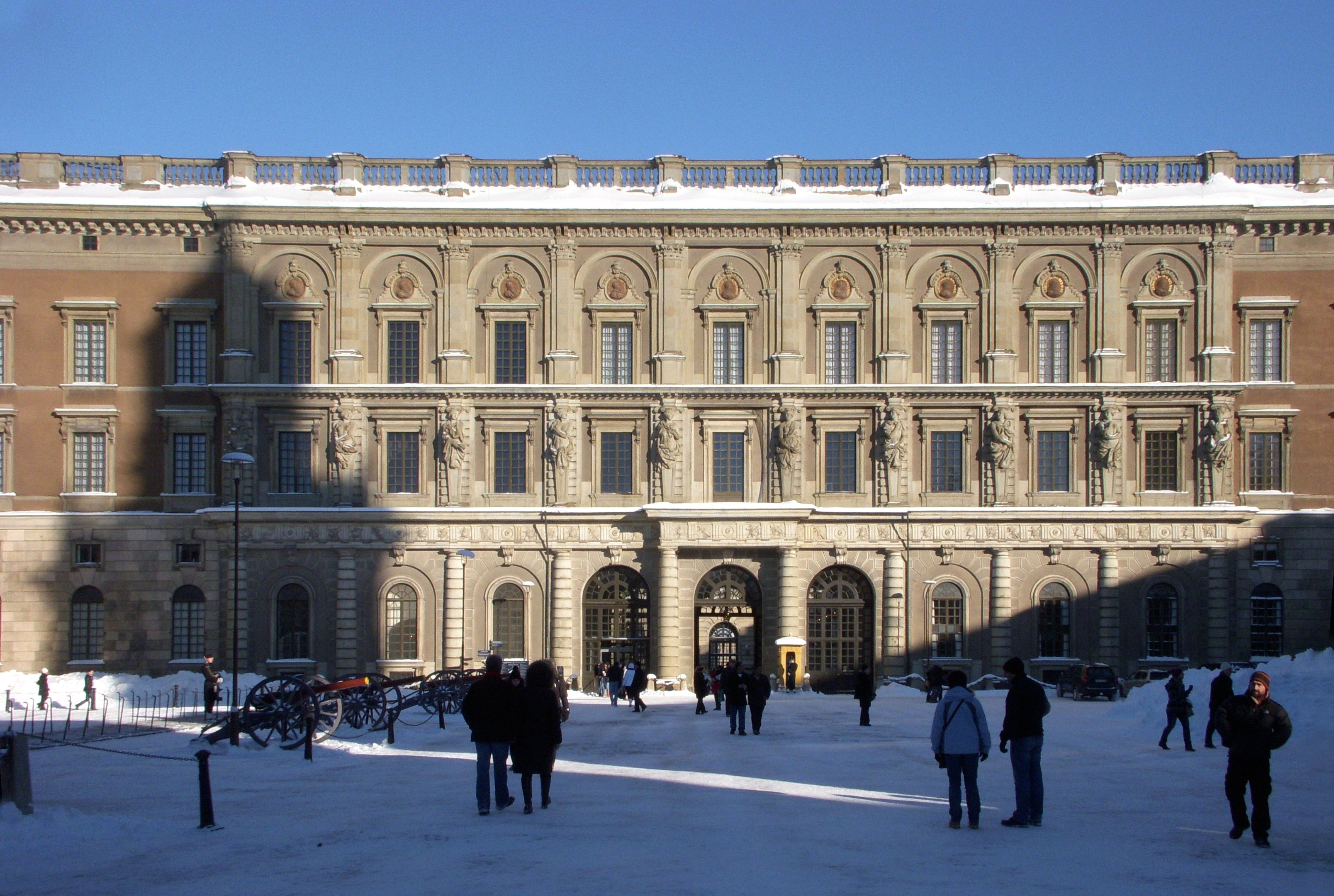
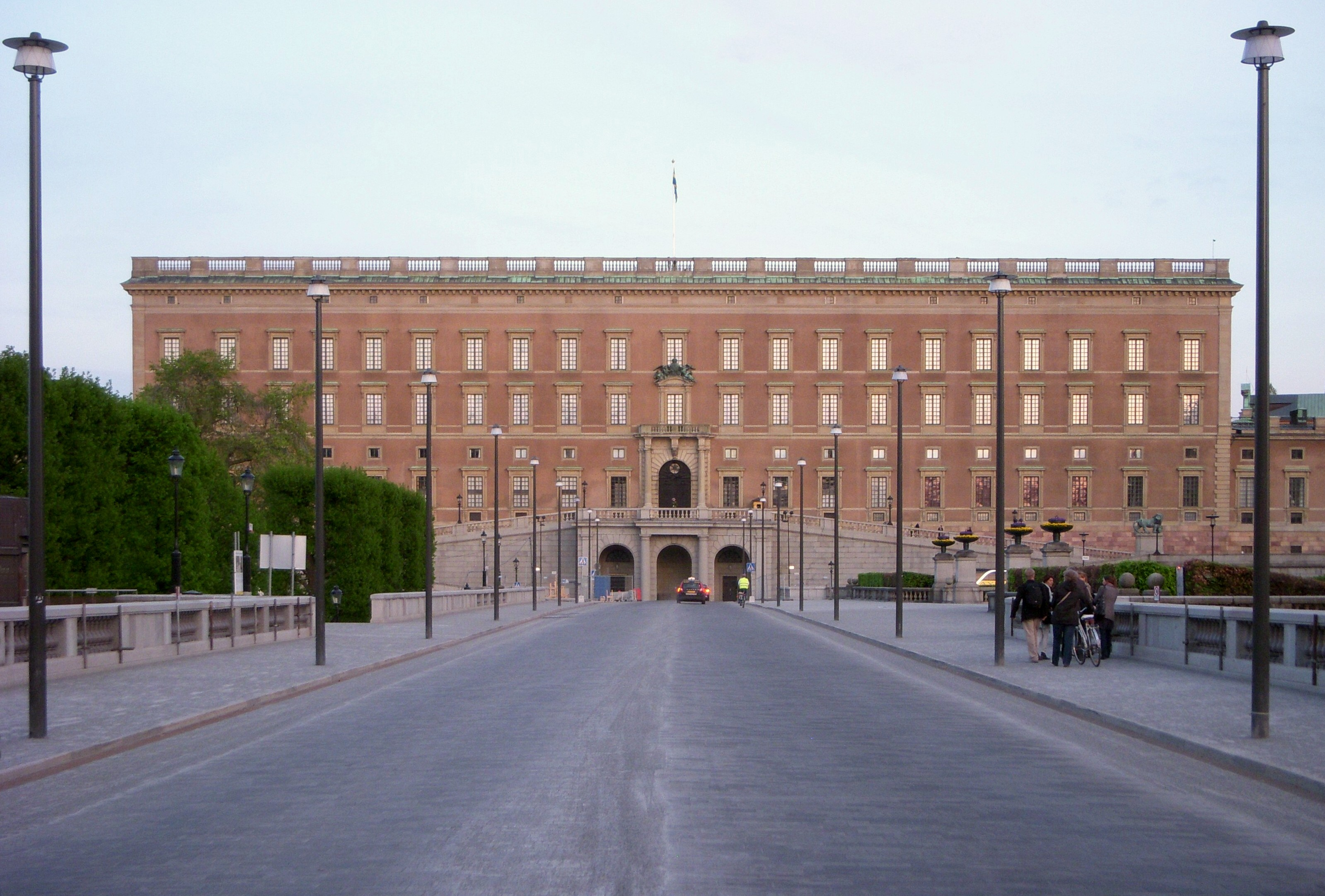

## أعلام
- كرستينا ملكة السويد
- غوستاف الرابع أدولف
- إنغريد من السويد، ملكة الدنمارك
- غوستاف السادس أدولف
- غوستاف الثاني أدولف